# Cornhill Magazine
Cornhill Magazine byl ilustrovaný literární měsíčník (později týdeník), který vycházel ve Velké Británii od ledna 1860. Jeho zakladatelem byl George Smith. Časopis otiskoval povídky a romány na pokračování. Již jeho první číslo dosáhlo nákladu 110 000 výtisků. Během tří let se stal předním britským měsíčníkem. Časopis zanikl v roce 1975.